# Tatsuya Suzuki
Tatsuya Suzuki (鈴木 達也, Suzuki Tatsuya) est un footballeur japonais né le 1er août 1982. Il est attaquant.

## Palmarès
- Champion de J-league 2 en 2011 avec le FC Tokyo
- Vainqueur de la Coupe du Japon en 2011 avec le FC Tokyo
- Vainqueur de la Coupe de la Ligue japonaise en 2009 avec le FC Tokyo